# Stephenson 2-18

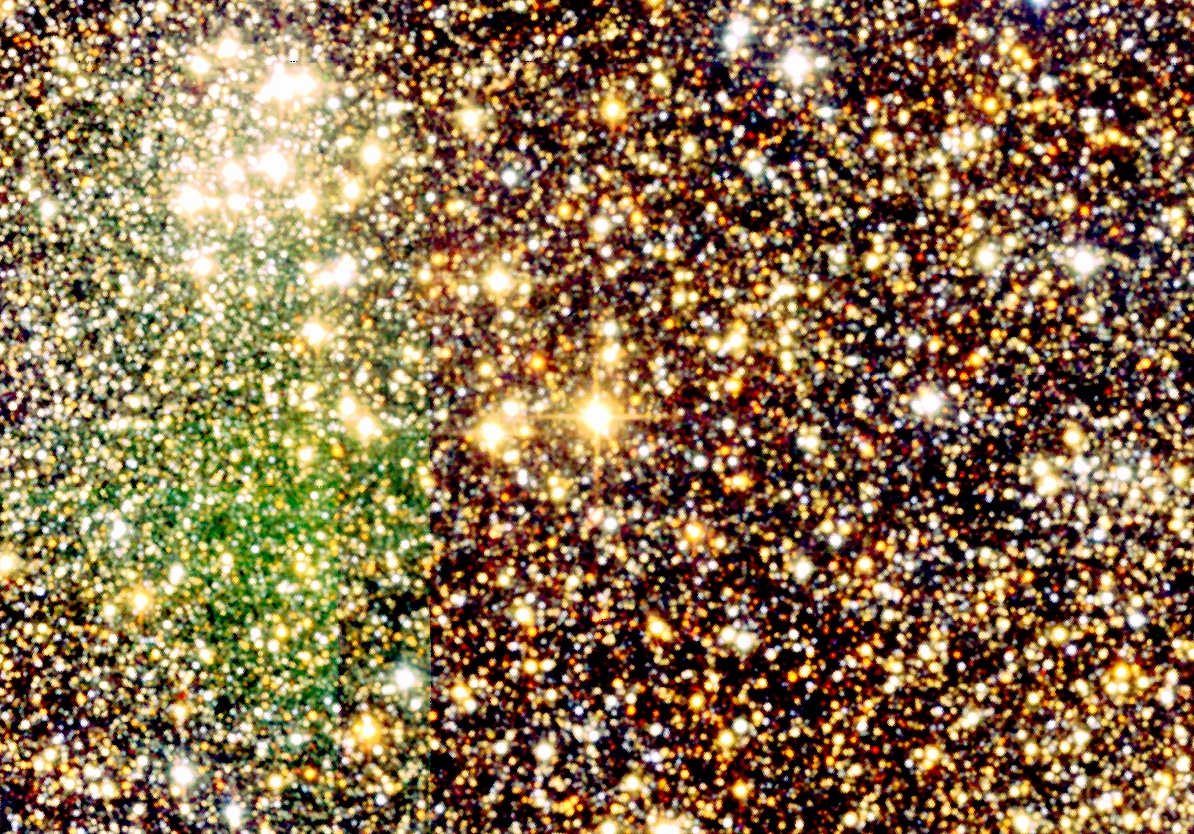
Câmp stelar dens în jurul stelei supergigante roșii St2-18 (cea mai strălucitoare stea din imagine), așa cum se vede din Two-Micron All-Sky Survey. Imaginea a fost publicată în 2003.

Stephenson 2-18 (St2-18), cunoscută și sub numele de Stephenson 2 DFK 1 sau RSGC2-18, este o stea supergigantă roșie din constelația Scutul. Se află în apropierea roiului deschis Stephenson 2, care este situat la aproximativ 6.000 parseci (20.000 ani-lumină) distanță de Terra și se presupune că face parte dintr-un grup de stele aflat la o distanță similară. Este printre cele mai mari stele cunoscute, dacă nu chiar cea mai mare, și una dintre cele mai luminoase supergigante roșii, cu o rază estimată de aproximativ 2.150 de ori mai mare decât a Soarelui (R☉).Acesta ar corespunde unui volum de aproximativ 10 miliarde de ori mai mare decât Soarele. Dacă ar fi plasată în centrul Sistemului Solar, fotosfera sa ar înghiți orbita lui Saturn.

## Istoricul observațiilor

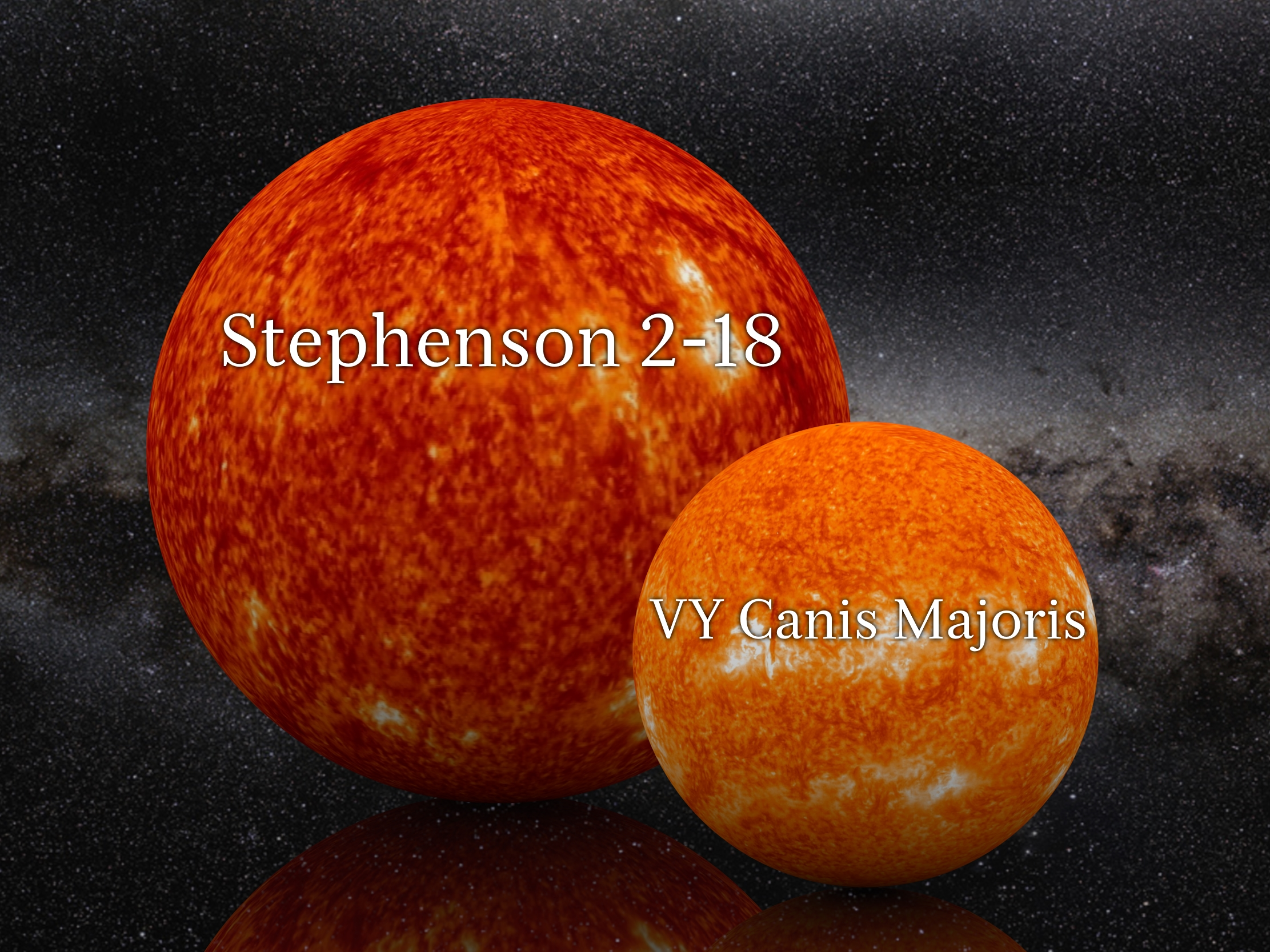
Comparație între Stephenson 2-18 și VY Canis Majoris.

Roiul deschis Stephenson 2 a fost descoperit de astronomul american Charles Bruce Stephenson în 1990 în datele obținute printr-un studiu în infraroșu profund. Roiul este, de asemenea, cunoscut sub numele de RSGC2, unul dintre cele mai masive roiuri deschise masive din constelația Scutul, fiecare conținând mai multe supergigante roșii.
Cea mai strălucitoare stea din regiunea roiului a primit identificatorul  1 în prima analiză a proprietăților membrilor roiului. Cu toate acestea, nu a fost considerat un membru al lui Stephenson 2 datorită poziției sale periferice, luminozității anormal de ridicate și mișcării proprii ușor atipice. Într-un studiu ulterior, aceleiași stele i s-a acordat numărul 18 și a fost atribuită unui grup de stele periferic numit Stephenson 2 SW, presupus a fi la o distanță similară cu nucleul roiului. Denumirea St2-18 (prescurtare pentru Stephenson 2-18) este adesea folosită pentru stea, în urma numerotării Deguchi (2010).
Pentru a reduce confuzia de la utilizarea aceluiași număr pentru stele diferite și numere diferite pentru aceeași stea, denumirile Davis (2007) primesc adesea un prefix DFK sau D,  de exemplu Stephenson 2 DFK 1.

## Proprietăți fizice
St 2-18 arată trăsăturile și proprietățile unei supergigante roșii extrem de luminoase, cu un tip spectral M6, care este neobișnuit pentru o stea supergigantă.> Aceasta o plasează în colțul din dreapta sus al diagramei Hertzsprung–Russell.
Un calcul pentru găsirea luminozității bolometrice prin montarea distribuției spectrale de energie (SED) oferă stelei o luminozitate de aproape 440.000 L☉, cu o temperatură efectivă de 3.200 K, care corespunde unei raze foarte mari de 2.150 R☉ (1,50 × 109 km; 10,0 au), care ar fi considerabil mai mare și mai luminoasă decât modelele teoretice ale celei mai mari și mai luminoase supergigante roșii posibilă (aproximativ 1.500 R☉ și respectiv 320.000 L☉).
Un calcul alternativ, dar mai vechi din 2010, presupunând încă apartenența la roiul Stephenson 2 la 5,5  kpc dar bazat fluxuri de 12 și 25 μm, oferă o luminozitate mult mai mică și relativ modestă de 90.000 L☉. Un calcul mai nou, bazat pe integrarea SED și presupunând o distanță de 5,8 kpc, oferă o luminozitate bolometrică de 630.000 L☉, deși autorii se îndoiesc că steaua este de fapt un membru al roiului.